# Arthur Albiston
Arthur Richard Albiston, škotski nogometaš, * 14. julij 1957, Edinburgh, Škotska.
V svoji profesionalni karieri je zaigral za klube: Manchester United, West Bromwich Albion,The Hawthorns, Dundee, Chesterfield, Chester City in Molde. Odigral je 464 tekem in dosegel 7 golov.
Za škotsko nogometno reprezentanco je zaigral 14-krat.